# Federalism
Federalism är ett politiskt system där makten är uppdelad på olika nivåer. Enheter på lokal eller regional nivå har beslutanderätt på central nivå genom en parlamentarisk församling, detta till skillnad från en enhetsstat där parlamentet har beslutanderätt över de regionala/lokala enheterna. I en federal stat har lokala/regionala myndigheter stor frihet att själva utforma politiken på sin nivå. Exempelvis USA, Tyskland, Australien och Kanada är länder med federalt styre.
Federalism tillämpas i länder som är federationer (se den artikeln för en lista).
Vid partistämman år 2003 uttalade sig svenska Centerpartiet för federalism.
Ordet federalism är bildat på latinets foedus vilket betyder ungefär "fördrag" eller "förbund".